# Sazak (Beyağaç)
Sazak ist ein Dorf im Landkreis Beyağaç der türkischen Provinz Denizli. Sazak liegt etwa 92 km südwestlich der Provinzhauptstadt Denizli und 13 km nordwestlich von Beyağaç. Sazak hatte laut der letzten Volkszählung 901 Einwohner (Stand Ende Dezember 2010).